# 潮州語
潮州語（ちょうしゅうご、中国語: 潮州话, 拼音: Cháozhōuhuà、英語: Teochew, Chaozhou dialect）は、中国語の方言のひとつで、閩南語（ミンナン語）の下位方言。中国広東省東部の汕頭市、潮州市などの地域とタイ、マレーシア、シンガポールなどの東南アジアに話者が多い。

## 概要
潮州語は、潮州語では「潮州話 ティオチウウエ Dio7 ziu1 uê7」または「潮汕話 ティオスアウエ Dio7 suan1 uê7」という。主に中国広東省東部に位置する潮州、汕頭(スワトウ(Shantou / Swatow)周辺地区の人と、タイ、マレーシア、シンガポールなど、東南アジア各国の華僑、華人に使用している後裔がいる。この方言のもっとも標準的とされる地区は、従来は歴史的に文化の中心地である潮州にあったので「潮州語」という名で知られているが、現在は沿岸地域にあり経済力の高い汕頭(Shantou / Swatow)に移っているため、中国では両者を合わせて「潮汕話」と呼ばれることが増えている。
潮州語は廈門語、台湾語、海南語などと同じく、広義の閩南語（ミンナンご）に属する。これらと比べると、主に発音にある程度の差があり、厦門語などの話者は、聞き慣れないと互いに聞いて理解するのには苦労するが、語彙や文法はかなり共通しているため、ある程度の意志疎通は可能である。
閩語など他の南方方言同様に、語彙や発音に古漢語を多く残している。これは、秦代以降、戦乱を逃れたり、兵士として派遣されてきた人たちが集団で中原から移住した結果によるものと考えられている。同時に、もともと住んでいた越人の言葉からも発音や語彙の影響を受けていると考えられ、閩語共通の語彙や潮州語独特の語彙もある。
広東省の潮汕地区の潮州語は発音の違いなどによって、更に2つの下位グループに分けることができる。行政地域別に記すと次の通りとなる。各地域で、発音に多少の違いがあるが、意志の疎通は容易である。
1. 潮掲グループ - 汕頭市（金平区、竜湖区、濠江区、澄海区、南澳県）、潮州市（湘橋区、潮安県、饒平県）、掲陽市（掲東区、掲西県）、梅州市（豊順県）
2. 潮普グループ - 汕頭市（潮陽区、潮南区）、掲陽市（普寧市、恵来県）

グループ内部においても声調などの発音の差がある。汕頭市内でも達濠では独特の子音や声調を持つ言葉が話されているような例もある。

## 使用状況
上記の広東省の潮州語地域において、地元民同士の日常会話は潮州語で行われるのが普通である。公的な場面や公共放送においては、普通話が使われ、教育も普通話で行われるので、基本的に潮州語話者は普通話とのバイリンガルである。
広東電視台の衛星放送や、地元のテレビ、ラジオ放送では潮州語の番組がある。国外の短波放送、インターネット放送でも潮州語の番組を用意している例がある。
地方劇である潮劇は潮州語で行われる。潮州地区やマレーシアの歌謡曲には潮州語で歌っているものがある。
汕頭市内を走るバスの自動アナウンスは、普通話の次に潮州語で放送される。

## 歴史
潮州、汕頭、掲陽は、秦代以降広東省と同じ行政地区にあるが、それ以前は現在の福建省と同じく閩越の地であり、厦門、漳州などの閩南祖語を話す人たちが住んでいたと考えられる。
広東に編入されたことによって広東語の影響を受け、また、北に広がる客家語を話す人たちとの接触が続き、福建との一定の隔絶があった結果、独自の語彙、発音を持つ方言となったと考えられる。
また、潮州、汕頭地区から東南アジア諸国へは古くから移民を出しており、特に19世紀以降タイ、シンガポール、マレーシアを中心に多くの移民が出た。タイの華僑社会、マレーシアの一部地域では潮州語話者が人口面や経済面での優勢を占め、現地のタイ語、マレーシア語などにも被借用語が出るなどの影響を与えた。

## 発音
潮州語の音節は、他の中国語同様に声母（語頭子音）、韻母、声調に分ける事ができる。

### 声母
|        |            | 両唇音    | 歯茎音     | 軟口蓋音  | 咽頭音   |
| 鼻音   | 鼻音       | m [m] 馬  | n [n] 拿   | ng [ŋ] 牙 |          |
| 閉鎖音 | 有声無気音 | bh [b] 肉 |            | gh [g] 餓 |          |
| 閉鎖音 | 無声無気音 | b [p] 巴  | d [t] 打   | g [k] 膠  |          |
| 閉鎖音 | 無声有気音 | p [pʰ] 拍 | t [tʰ] 塔  | k [kʰ] 脚 |          |
| 摩擦音 | 摩擦音     |           | s [s] 砂   |           | h [h] 孝 |
| 破擦音 | 有声無気音 |           | r [dz] 熱  |           |          |
| 破擦音 | 無声無気音 |           | z [ts] 渣  |           |          |
| 破擦音 | 無声有気音 |           | c [tsʰ] 炒 |           |          |
| 側音   | 側音       |           | l [l] 拉   |           |          |

他に0子音が有り、全部で18種となる。表中の各項目は広東省教育部門のローマ字表記、IPA、例字の順に対照させてある。

### 韻母
|         | 0            | -n [-̃]        | -m [-m]      | -ng [-ŋ]        | -h [-ʔ]      | -b [-p̚]      | -g [-k̚]        |
| 0       | a [a] 亞     | an [ã] 噯     | am [am] 庵   | ang [aŋ] 按     | ah [aʔ] 鴨   | ab [ap̚] 盒   | ag [ak̚] 惡     |
| i- [i-] | ia [ia] 呀   | ian [ĩã] 營   | iam [iam] 淹 | iang [iaŋ] 央   | iah [iaʔ] 益 | iab [iap̚] 圧 | iag [iak̚] 躍   |
| u- [u-] | ua [ua] 娃   | uan [ũã] 鞍   | uam [uam] 凡 | uang [uaŋ] 汪   | uah [uaʔ] 活 | uab [uap̚] 法 | uag [uak̚] 獲   |
| 0       | ê [e] 唖     | ên [ẽ] 楹     |              | êng [eŋ] 英     | êh [eʔ] 厄   |              | êg [ek̚] 液     |
| i- [i-] | (iê [ie] 腰) | (iên [ĩẽ] 羊) |              | (iêng [ieŋ] 焉) |              |              | (iêg [iek̚] 噎) |
| u- [u-] | uê [ue] 鍋   | uên [ũẽ] 横   |              | (uêng [ueŋ] 冤) | uêh [ueʔ] 劃 |              | (uêg [uek̚] 越) |
| 0       | o [o] 窩     |               |              | ong [oŋ] 翁     | oh [oʔ] 学   |              | og [ok̚] 屋     |
| i- [i-] | io [io] 腰   | ion [ĩõ] 羊   |              | iong [ioŋ] 雍   | ioh [ioʔ] 約 |              | iog [iok̚] 育   |
| 0       | u [u] 汚     |               |              | ung [uŋ] 温     |              |              | ug [uk̚] 熨     |
| 0       | i [i] 衣     | in [ĩ] 丸     | im [im] 音   | ing [iŋ] 因     | ih [iʔ] 裂   | ib [ip̚] 邑   | ig [ik̚] 乙     |
| 0       | e [ɯ] 余     | en [ɯ̃] 秧     |              | eng [ɤŋ] 恩     |              |              | eg [ɤk̚] 乞     |
| 0       | ai [ai] 哀   | ain [ãĩ] 愛   |              |                 |              |              |                |
| u- [u-] | uai [uai] 歪 | uain [ũãĩ] 果 |              |                 |              |              |                |
| 0       | oi [oi] 鞋   | oin [õĩ] 閑   |              |                 | oih [oiʔ] 狭 |              |                |
| 0       | ui [ui] 威   | uin [ũĩ] 畏   |              |                 |              |              |                |
| 0       | ao [au] 欧   | aon [ãũ] 好   |              |                 | aoh [auʔ] 樂 |              |                |
| 0       | ou [ou] 烏   | oun [õũ] 虎   |              |                 |              |              |                |
| i- [i-] | iou [iou] 夭 |               |              |                 |              |              |                |
| 0       | iu [iu] 憂   | iun [ĩũ] 幼   |              |                 |              |              |                |
| 0       |              |               | m [m] 唔     | ng [ŋ] 黄       | ngh [ŋʔ] 夗  |              |                |

### 声調
潮州語は、他の中国語と同様に声調言語であり、8つの声調をもつ。
| 声調番号 | 声調名 | 声調パターン | 原調値 | 前変調値 | 後変調値 | 備考                 |
| 第1声    | 陰平声 | 中平調       | 33     | 33       | 31       | 潮州の後変調値は23   |
| 第2声    | 陰上声 | 高降調       | 53     | 24       | 213      | 潮州の後変調値は24   |
| 第3声    | 陰去声 | 低降調       | 213    | 55       | 31       | 潮州の後変調値は53   |
| 第4声    | 陰入声 | 低促調       | 2      | 5        | 2        | 潮州は低めの1及び4   |
| 第5声    | 陽平声 | 高平調       | 55     | 31       | 31       | 潮州の後変調値は213  |
| 第6声    | 陽上声 | 高昇調       | 35     | 31       | 31       | 潮州の変調値は21     |
| 第7声    | 陽去声 | 低平調       | 31     | 31       | 31       | 潮州は原調11、変調12 |
| 第8声    | 陽入声 | 高促調       | 5      | 2        | 2        |                      |

ここで示した調値は5度式であり、5が最も高く、1が最も低いことを表す。
潮州語は、他の閩語同様に、声調変化が激しい言語である。
原調は単音節の語彙を単独にいう場合に見られる声調。単音節語でも目的語になった時など、文中においては変調が起こる場合がある。前変調は、後ろに別の音節が付いた場合に変化するもので、後の音節は原調のままとなる。後変調は、前に別の音節が付いた場合に変化するもので、前の音節は原調のままとなる。前変調となるか、後変調となるかは、語彙によって異なり、不規則である。また、3音節の場合は、前変調＋原調＋後変調という変化をする例もある。

### 白文異読
潮州語は、他の閩語同様に、一つの漢字かつ同じ意味で、文読と白読という、別の読み方を持つ字が多い。
漢字　：　文読：　白読

兩　：　liang2　：　no6

三　：　sam1　：　san1

浴　：　iog8　：　êg8

### 訓読
潮州語は、台湾語などと同様に、漢字の字義に合う別の語彙を訓読によって記す例がある。
漢字　：　音読：　訓読

一　：　ig4　：　zêg8

### 合音
もともと2音節以上の語彙が合体して1音節で発音される例がある。
合音　：　語源　：　意味

riap8　： 二 ri7 ＋ 十 zab8　： 20

mi6　：　唔 m6 ＋ 是 si6　：　…ではない

## 語彙

### 語彙の共通性
潮州語の語彙は、漢語共通の現代語彙を除くと、閩語、特に閩南語と共通する形態素をもつものが多い。これらの閩語共通の語彙には、漢語の古語も含まれるが、非漢語系の語彙も少なくないとみられ、古来の漢字で表すのが難しく、仮借（当て字）や方言字の考案によって漢字化しているものもある。
| 類型       | 潮州語         | 厦門語 | 海南語 | 福州語 | 北京語       | 客家語     | 呉語             | 広東語     | 日本語 |
| 漢語共通   | 漢字           | 漢字   | 漢字   | 漢字   | 漢字         | 漢字       | 漢字             | 漢字       | 漢字   |
| 漢語共通   | 豆腐           | 豆腐   | 豆腐   | 豆腐   | 豆腐         | 豆腐       | 豆腐             | 豆腐       | 豆腐   |
| 閩語共通   | 箸             | 箸     | 箸     | 箸     | 筷子         | 筷只・箸只 | 箸・筷           | 筷子       | 箸     |
| 閩語共通   | 鷄卵           | 鷄卵   | 鷄卵   | 鷄卵   | 鷄蛋・鷄子兒 | 鷄卵       | 鷄蛋             | 鷄蛋・鷄春 | 鶏卵   |
| 潮州語独特 | 薏米仁・金黍米 | 麥穗   | 珍珠米 | 油天炮 | 老玉米       | 包粟       | 六穀・包米       | 粟米       | 玉蜀黍 |
| 潮州語独特 | 吊瓜           | 刺瓜   | 青瓜   | 菜瓜   | 黄瓜         | 黄瓜       | 青瓜（紹）・黄瓜 | 青瓜・黄瓜 | 胡瓜   |
| 潮州語独特 | 呾             | 講     | 講     | 講     | 説           | 講・話     | 講・話           | 講・話     | 言う   |

### 同形異義
他の地域の語彙と同じ形態素を持っていながら、意味が異なる語もある。
- 松樹 seng5ciu7　：　ガジュマル （マツは「松柏」という）
- 手指 ciu2zi2　：　指輪 （指は「指」という）

### 形容詞
中国語として、特殊な例については下記がある。

#### 名詞の反復による形容詞
特定の単音節の名詞を繰り返す事で形容詞となっている例がある
- 油油 iu5iu5 ： 油っぽい
- 水水 zui2zui2 ： 水っぽい

#### 量詞を伴った形容詞
広東語にも見られるが、量詞を含んだ形容詞が構成できる。
- 細細粒 soi3soi3liab8 ： (粒状で)とても細かい
- 這細粒 zio3 soi3liab8 ： こんなに(粒状で)細かい

### 接頭語
親しみを表す接頭語「阿」が多用される。すでに修飾語が着いている語にも付けられる場合がある。
- 阿媽 a1ma5　：　ばあちゃん
- 阿二叔 a1ri7zeg4　：　2番目のおじさん
- 阿小呂 a1siao2le6　：　(若い)呂ちゃん

### 借用語
英語からの借用語が多い他、タイに一時期住んだ元華僑がいたり、潮汕華人との交流がさかんなため、タイ語から借用している語彙もある。また、マレーシア語からの借用語もある。
潮州語の使用地域は広東省に属すため、省都の広州の広東語が潮州語に借用されている例もある。

## 語法

### 語順

#### 基本文型
基本の語順はSVO型である。
- 我 食 下昼  ： 私は昼飯を食べる　（主語＋動詞＋目的語）

#### 修飾語の位置
修飾語は被修飾語よりも前に置くが、個別の語彙においては修飾成分が後置される例もある。
- 慈 母　；　慈母　（修飾語＋被修飾語）
- 狗母　： 雌犬　（被修飾成分＋修飾成分）
- 母姨　： 叔母　（被修飾成分＋修飾成分）

#### 比較表現
北京語とは違う語順となる。

　潮州語　：　北京語
- 我 高 過 伊　：　我 比 他 高 (私は彼より高い)

#### 間接目的語の位置
北京語とは違う語順となる場合がある。

　潮州語　：　北京語
- 伊 抱 我 会得 起 　：　他 抱 得 起 我 (彼は私を抱き上げることができる)

（北京語と同じ語順の「伊 抱 会得 起 我」とも言える）

### 繋辞
繋辞は、標準的な中国語同様に「是」が用いられるが、否定をする場合には否定語の「唔」と合体した「mi6」が用いられる。
- 我 是 学生　：　私は学生です
- 我 mi6（唔是） 学生　：　私は学生ではありません

### 補語
方向補語、可能補語、結果補語など、動詞の後に補充する成分がある点は北京語などと同じである。
- 行 出去　：　歩いて出て行く
- 食 唔落　：　呑み下せない、食欲がない

### 類別詞
中国語で「量詞」と呼ぶ類別詞が発達しているのは中国語共通であるが、北京語とは異なる類別詞を使うものがある。
　潮州語　：　北京語
- 落 loh8 : 座 zuò (棟、軒：ビル、家屋を数える場合)
- 放 bang3 : 陣 zhèn (雨のひとしきりを数える場合)

広東語同様に、類別詞の前に数詞を伴わず、特定化のためだけに使うことが行われる。
- 我 有 一 本 册 ： 私は本を一冊持っている (数詞あり。「本」が量詞で「冊」が名詞と日本語とは逆)
- 本 册 汝 睇 了 未  ： あの本は、君は読みましたか (数詞無し)

### 語気助詞
中国語の中では比較的豊富な語気助詞を持ち、30種以上が常用されている。

## 文字
中華人民共和国の文字は、簡体字が法律の表記となっており、潮州語も簡体字で書かれる事が多い。一部の方言字はUnicodeなどに収録されておらず、コンピュータ上やインターネット上での利用が難しい状況にある。

### 発音表記
本稿で使用した様に、1960年9月に広東省教育部門が発表したローマ字を使った発音表記の試案を用いる例が多い。言語学の学術書ではIPAを使っている例が多い。